# Nodo di Conway

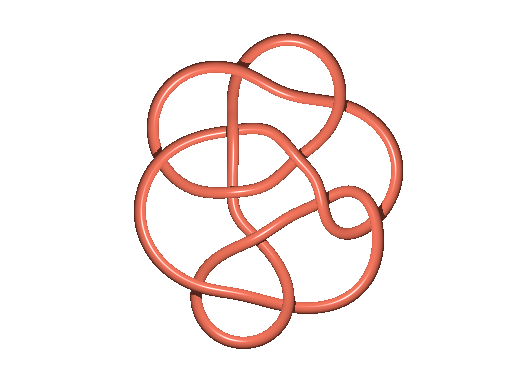
Nodo di Conway

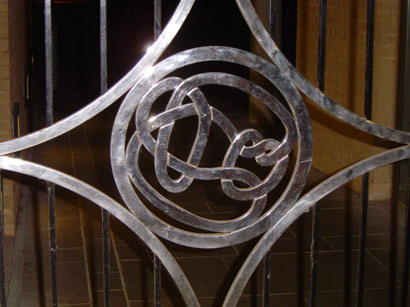
Fregio del cancello del dipartimento di matematica dell'Università di Cambridge

In matematica, in particolare nella teoria dei nodi, il nodo di Conway o nodo Conway, dal nome del suo ideatore John Horton Conway, è un nodo di 11 intrecci.  
È correlato per mutazione al nodo Kinoshita-Terasaka, con il quale condivide lo stesso polinomio di Jones. Entrambi i nodi hanno anche la proprietà di avere lo stesso polinomio di Alexander e lo stesso polinomio di Conway del nodo banale. 
La questione dello slice del nodo di Conway è stata risolta nel 2020 da Lisa Piccirillo, 50 anni dopo che John Horton Conway propose il nodo per la prima volta.    La sua dimostrazione ha utilizzato l'Invariante-s di Rasmussen e ha dimostrato che il nodo non è un nodo slice liscio, sebbene sia slice topologicamente.